# Дидур, Адам
Ада́м Ди́дур (пол. Adam Didur; 24 декабря 1874, около Заанига, Австро-Венгрия, ныне Воля-Сенкова, Санокский повят, Польша, — 7 января 1946, Катовице, Польша) — польский оперный певец (бас), вокальный педагог. Один из крупнейших оперных артистов первой трети XX века.

## Биография
Учился пению у Валерия Высоцкого в консерватории во Львове, где дебютировал в 1894 году. Совершенствовался в Милане, в 1895 году впервые выступил в «Ла Скала», вошёл в труппу театра и оставался его солистом до 1898 года. 
В 1899—1904 годах пел в оперных театрах Варшавы и Львова, c 1905 по 1907 год в Мариинском театре, в 1909 и 1910 годах — в Большом театре.
В 1904—1914 годах с успехом гастролировал в крупнейших оперных театрах Европы, Северной и Южной Америки. C 1914 по 1932 год — солист нью-йоркского театра «Метрополитен-опера». За четверть века появился на этой сцене 933 раз в 55 ролях.
В 1932 году закончил певческую карьеру и вернулся в Европу. В 1939 году возглавил Варшавский оперный театр, однако из-за начала Второй мировой войны и фактического уничтожения города преподавал в Львовской консерватории.
В 1945 году организовал оперную труппу в Бытоме (Силезия), став её первым директором. Одновременно преподавал в консерватории в Катовице, где среди его учеников была Мария Фолтын.

## Творчество
Адам Дидур преуспел в исполнении итальянского репертуара (например, Мефистофель в опере Бойто) и ролей, требующих тонкой вокальной нюансировки. Его техническая виртуозность и развитый верхний регистр обеспечивали редкую универсальность: он с равным мастерством воплощал как комических, так и трагических персонажей. Сохранившиеся записи для лейблов Fonotipia и Pathé демонстрируют плавный лиризм, филигранный контроль техники и богатство динамических оттенков. Современников впечатляла экспрессией и страстью также его актёрская игра.
Критики и историки отмечают уникальный тембр его голоса — тёплый, мягкий и необычайно подвижный для баса. Диапазон Дидура поражал: по свидетельствам, он охватывал от контра-до (на две октавы ниже «до» первой октавы) до «соль» или даже «соль-диез» выше среднего «до», что позволяло ему браться за партии как basso cantante (лёгкого баса) и basso profondo (низкого баса), так и исполнять некоторые баритоновые роли (например, Тонио в «Паяцах»).
Впрочем, Алексей Иванов в книге «Искусство пения» приводит менее восторженную оценку Адама Дидура, данную Г. Боссе:
«Хотя певец и владел в совершенстве своим выдающимся голосом, однако он в музыкально-выразительном отношении не знал „секретов“ контраста пения, а пел всю оперную партию звуком одной силы. Сначала в спектакле он поражал слушателей мощью звучания, потом постепенно люди привыкали к этой силе, оркестр тоже заражался звучностью и незаметно усиливал нюансы, так что в конце спектакля публике уже прискучивало слушать однообразное звучание его голоса, и успех ослабевал. Адам Дидур не мог выдержать конкуренции с другими оперными мастерами и раньше времени вынужден был расторгнуть контракт с дирекцией императорских театров».
И действительно, после прихода в «Метрополитен-оперу» в 1922 году Ф. И. Шаляпина Дидур больше не выступал там в партии Бориса Годунова (за единственным исключением), хотя эта роль признавалась его высшим достижением.

## Признание
C 1979 года в Польше проводится конкурс вокалистов имени Адама Дидура.